# Szukri Lutwiew
Szukri Achmiedow Lutwiew (bg. Шукри Ахмедов Лютвиев; ur. 22 listopada 1951 w Razgradzie) – bułgarski zapaśnik walczący w stylu wolnym. Olimpijczyk z Montrealu 1976, gdzie odpadł w eliminacjach w kategorii do 90 kg.
Brązowy medalista mistrzostw świata w 1975 i 1977; piąty w 1974 i 1978. Mistrz Europy w 1978 i drugi w 1977. Trzeci w Pucharze Świata w 1974. Mistrz Europy młodzieży w 1970 roku.